# Background to Danger
Background to Danger is een Amerikaanse thriller uit 1943 onder regie van Raoul Walsh. Het scenario is gebaseerd op de roman Uncommon Danger (1937) van de Britse auteur Eric Ambler.

## Verhaal
In de Oriënt-Express vraagt sovjetspion Ana Remzi aan Amerikaans geheim agent Joe Barton om enkele documenten over te grens te smokkelen. Wanneer hij Ana de documenten terug wil geven in Ankara, treft hij haar stervend aan. Vervolgens wordt Barton gefolterd in de woning van een naziofficier. Hij wordt net op tijd gered door twee Russen.

## Rolverdeling
| Acteur             | Personage         |
| ------------------ | ----------------- |
| George Raft        | Joe Barton        |
| Brenda Marshall    | Tamara Zaleshoff  |
| Sydney Greenstreet | Kolonel Robinson  |
| Peter Lorre        | Nikolai Zaleshoff |
| Osa Massen         | Ana Remzi         |
| Turhan Bey         | Hassan            |
| Willard Robertson  | McNamara          |
| Kurt Katch         | Mailler           |